# Sambari
Sambari (ou Furu-Sambari) est un village du Cameroun situé dans le département du Menchum et la Région du Nord-Ouest, à proximité de la frontière avec le Nigeria. Il fait partie de la commune de Furu-Awa.

## Population
Lors du recensement de 2005, 550 habitants y ont été dénombrés.
C'est l'une des rares localités où l'on parle le jukun takum, une langue jukunoïde.